# Crucifixion et saints
Pour les articles homonymes, voir crucifixion (homonymie).

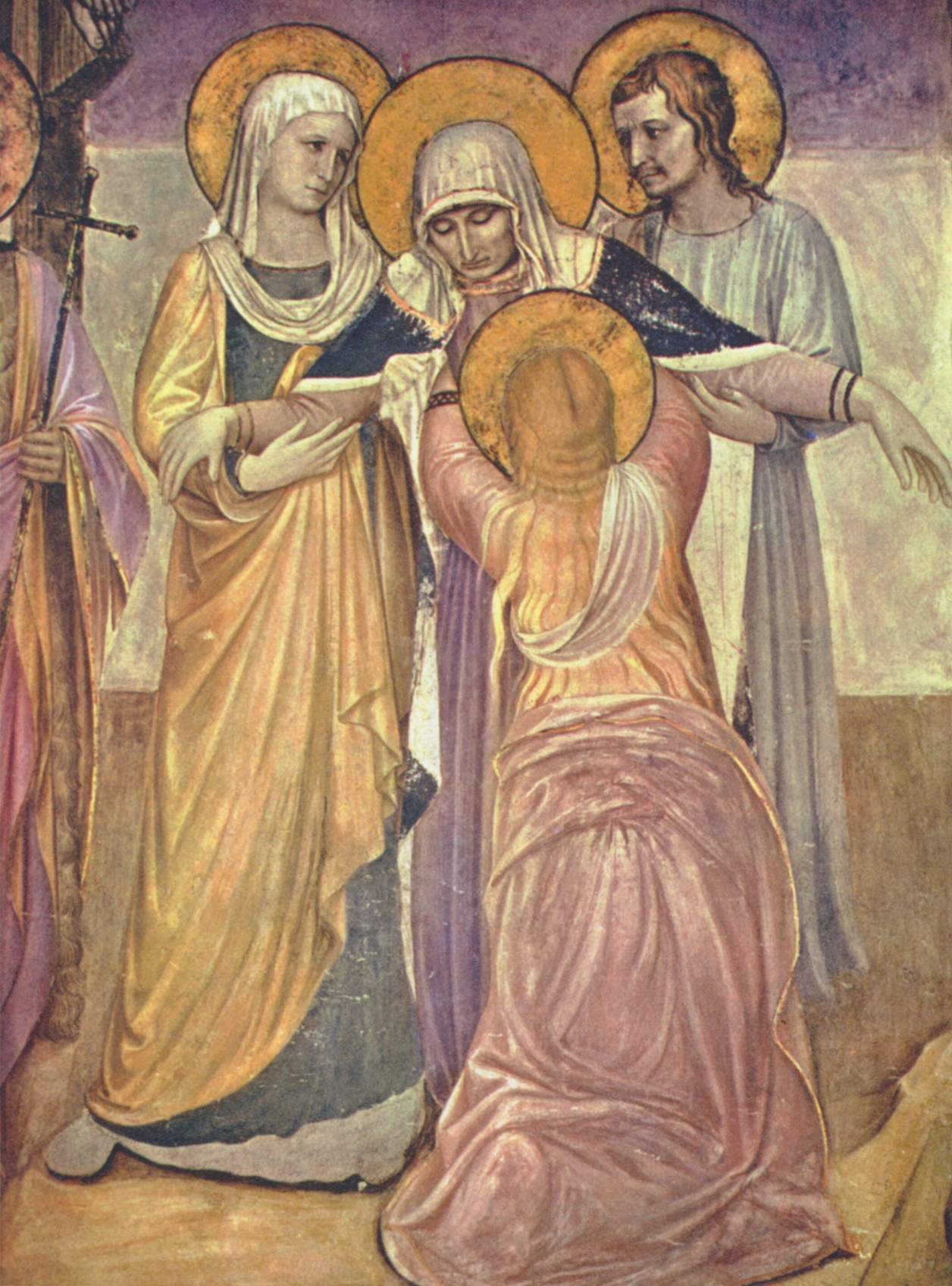
Détail : groupe des quatre Marie.

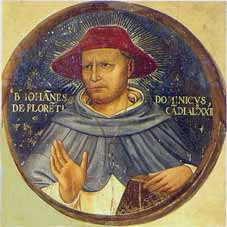
Détail : médaillon du bas représentant Giovanni Dominici.

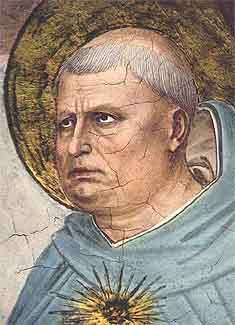
Détail : saint Thomas d'Aquin.

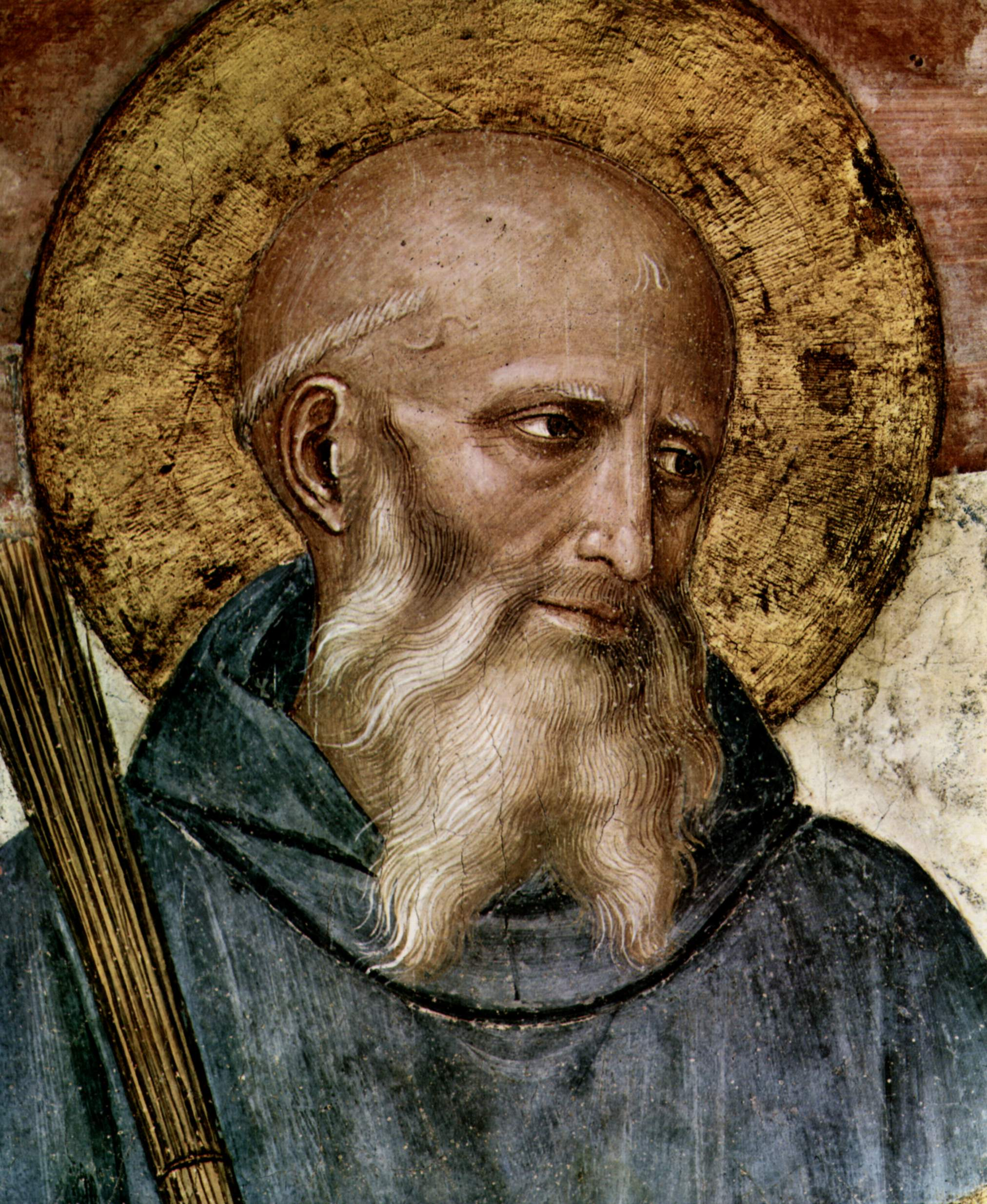
Détail : saint Benoît de Nursie.

La Crucifixion et saints est une fresque monumentale de 550 × 950 cm réalisée par Fra Angelico vers 1441-1442 sur le tympan nord de l'ex-salle capitulaire du couvent San Marco devenu le musée national San Marco, à Florence en Toscane.

## Description
La partie centrale est occupée par la Crucifixion proprement dite avec Jésus entouré des deux larrons (le bon à sa droite et le mauvais à sa gauche), chacun sur la croix de leur supplice, sur un fond obscur au-dessus d'un paysage suggéré de collines dénudées (initialement, le fond allait du bleu diffus à une azurite forte - dégradée par l'hématite utilisée par le peintre pour lier ses pigments.
En haut, sous le médaillon central du pélican, le titulus « Jésus roi des juifs » rédigé en hébreu, grec et latin.
Des personnages saints occupent, en premier plan, le bas de la composition en plusieurs groupes.
Entourant la composition, une frise en corniche, semi-circulaire en haut et rectiligne en bas,  comporte les médaillons de figures saintes, lesquels ont été peints par Benozzo Gozzoli, premier assistant du maître.

### Personnages représentés
Dans la composition centrale
- à gauche, le groupe des protecteurs de Florence et en particulier de la maison des Médicis, régnant alors :
  - Les saints Côme et Damien (protecteurs de Cosme de Médicis) ; Damien se cache le visage qu'il détourne de la scène.
  - Saint Laurent (protecteur de Laurent de Médicis (l'Ancien)),
  - Saint Marc titulaire de l'Église
  - Saint Jean-Baptiste, saint-protecteur de la ville de Florence (il est placé un genou en terre, et désigne la scène au spectateur, d'un doigt tendu vers la Croix)
- entre les deux croix de gauche, les quatre Marie en pleureuses :
  - Marie de Nazareth, mère de Jésus (les bras tendus à l'horizontale soutenus par ses cousines)
  - Marie de Magdala dite Marie-Madeleine
  - Marie Salomé, mère de Jacques le majeur
  - Marie Jacobé, mère de Jacques le mineur
- vers la croix du bon larron jusqu'à l'extrême droite, les pères fondateurs de l'ordre dominicain :
  - Saint Dominique de Guzman, fondateur des dominicains,
  - Saint Jérôme de Stridon, fondateur des jéronimites,
  - Saint François d'Assise, fondateur des franciscains,
  - Saint Bernard de Clairvaux, fondateur des cisterciens,
  - Saint Jean Gualbert, fondateur des vallombrosains,
  - Saint Pierre de Vérone, dit saint Pierre martyr, dominicain,
  - Saint Zénobie de Florence, saint-évêque de Florence,
  - Saint Augustin d'Hippone, fondateur des augustiniens (portant le regard vers Jérôme agenouillé)
  - Saint Benoît de Nursie, fondateur des bénédictins,
  - Saint Romuald de Ravenne, fondateur des camaldules,
  - Saint Thomas d'Aquin, théologie dominicain à l'origine du thomisme.

Sur la frise semi-circulaire de la corniche des médaillons en hexagone affichent, de part et d'autre du pélican du centre (en allégorie du sacrifice), les prophètes et les sibylles déroulant des phylactères portant les textes prédisant la mort et la résurrection du Christ :
- Denys l'Aréopagite, Deus nature patitur
- Daniel, Post edomades VII et LXII occidet XPS
- Zacharie, His palgatus sum
- Jacob, Addredan descendisti fili mi / Dormens accubuisti ut leo
- David, In siti mea potaveru[n]t me aceto
- Le pélican, Similis factu um pellicano solitudinis
- Isaïe, Vere languores nostros ipse tulit et dolores nostros
- Jérémie, O Vos omnes qui transite per viam attendite et videte si est dolo sicut dolor meus
- Ezéchiel, Exaltavi lignum h[um]ile
- Job, Quis det de carnibus eius ut saturemur
- Sibylle érythréenne, Morte morietur tribus diebus sonno subscepto et tunc ab inferis regressus ad lucem veniet primus.

Sur la frise inférieure bordant la composition vers le bas,  des médaillons ronds affichent la généalogie dominicaine : des papes, des cardinaux, des évêques, des saint et des bienheureux de l'ordre  :
- Saint Dominique au centre
- Saint Giovanni Dominici (septième en partant de la droite)

### Détails iconographiques
- Le crâne d'Adam figure au pied de la croix du Christ, selon les principes du memento mori et du Christ en nouvel Adam, venu racheter le péché originel.